# World Architecture Festival
 For alternative betydninger, se WAF.
World Architecture Festival (WAF) er en årlig begivenhed holdt i Barcelona og organiseret af EMAP, en mediegruppe som også afholder andre festivaler, inklusive World Retail Congress og Cannes Lions International Advertising Festival, såvel som udgivelse af forskellige tidsskrifter, inklusive indenfor arkitekturfeltet; Architectural Review og Architects' Journal.
WAFs stiftende møde blev holdt 22.–24. oktober 2008. 2010-festivalen blev afholdt 3.–5. november. 2011-festivalen blev afholdt 2.–4. november.